# Akeem Ayers
Akeem Christopher Ayers (Los Angeles, 10 luglio 1989) è un giocatore di football americano statunitense che gioca nel ruolo di linebacker per i Los Angeles Rams della National Football League (NFL). Fu scelto nel corso del secondo giro (39º assoluto) del Draft NFL 2011 dai Tennessee Titans. Al college ha giocato a football a UCLA.

## Carriera

### Tennessee Titans
Ayers fu scelto dai Tennessee Titans nel corso del secondo giro del Draft 2011. Nella sua stagione da rookie disputò tutte le 16 gare come titolare mettendo a segno 76 tackle e 2,0 sack. La stagione successiva salì a 104 tackle e 6,0 sack. Nel 2013, pur continuando a partire stabilmente come titolare, scese a 49 tackle, un sack e un intercetto nella vittoria dell'ultima gara della stagione contro gli Houston Texans.

### New England Patriots
Il 21 ottobre 2014, i Titans scambiarono Ayers assieme a una scelta del settimo giro del Draft 2015 coi New England Patriots per una scelta del sesto giro. Mise a segno un sack in entrambe le prime gare con la nuova maglia e a fine anno vinse il Super Bowl XLIX in cui i Patriots batterono 28-24 i Seattle Seahawks.

### St. Louis Rams
Il 13 marzo 2015, Ayers firmò un contratto biennale coi St. Louis Rams. Nella settimana 16 recuperò un fumble contro i Seahawks ritornandolo per 45 yard in touchdown nel primo quarto.

## Palmarès

### Franchigia
- Super Bowl : 1

New England Patriots: XLIX
- American Football Conference Championship: 1

New England Patriots: 2014

## Statistiche
| Partite totali      | 59   |
| Partite da titolare | 47   |
| Tackle              | 252  |
| Sack                | 13,0 |
| Intercetti          | 3    |
| Fumble forzati      | 3    |

Statistiche aggiornate alla stagione 2014